# Gyna centurio
Gyna centurio är en kackerlacksart som beskrevs av Carl August Dohrn 1888. Gyna centurio ingår i släktet Gyna och familjen jättekackerlackor. Inga underarter finns listade i Catalogue of Life.